# Hans-Peter Wehe
Hans-Peter Wehe (* 18. Juli 1956 in Riesa) ist ein ehemaliger Radrennfahrer, der in der DDR aktiv war.

## Sportliche Laufbahn
Wehe war Straßenfahrer. Er begann mit dem Radsport in der BSG Stahl Riesa, wo er mit Olaf Jentzsch trainierte. Wehe startete ab 1971 für den SC Cottbus. 1973 gewann er den Titel im Mannschaftszeitfahren der Klasse Jugend A. 1974 startete Wehe für die DDR im Rennen der UCI-Straßen-Weltmeisterschaften der Junioren und belegte dort den 36. Platz. 1976 gewann er in Groß-Drewitz sein erstes Rennen in der Leistungsklasse der DDR und bestritt seine erste DDR-Rundfahrt.
1977 schaffte Wehe den Durchbruch zur Spitzenklasse der DDR-Radsportler, als er die 8. Etappe der DDR-Rundfahrt gewann. Bei den nationalen Meisterschaften im Straßenrennen fuhr er als Vierter knapp am Podium vorbei. Er siegte in den Eintagesrennen um den Barkas-Preis und um den Dynamo-Cup. Beim Auswahlrennen in Forst (Lausitz), das als Einzelzeitfahren ausgetragen wurde, belegte er den 2. Platz. Mit der Nationalmannschaft der DDR startete Wehe in Algerien und wurde Vierter der Annaba-Rundfahrt. In der Bulgarien-Rundfahrt wurde er beim Sieg von Siegbert Schmeißer 14. der Gesamtwertung. 1978 wurde er Vize-Meister im Mannschaftszeitfahren. Im Etappenrennen Lausitz-Rundfahrt wurde er Zweiter, ebenso im Rennen Rund um die Oberlausitz.
1979 gewann er das Eintagesrennen Berlin–Leipzig vor Norbert Dürpisch. Auch im Auswahlrennen Rund um Langenau war er siegreich. Die Etappenfahrt von Gersdorf beendete er als Sieger.
In der nationalen Meisterschaft im Kriterium stand er 1980 beim Sieg von Falk Boden als Dritter auf dem Podium. Er gewann Rund um Cottbus. Für die Nationalmannschaft der DDR-bestritt er 1980 die Polen-Rundfahrt, die er auf dem 13. Rang beendete. 1981 wurde er gemeinsam mit Bernd Drogan, Hans-Joachim Hartnick und Olaf Jentzsch Vize-Meister im Mannschaftszeitfahren der DDR.
Bei seinen fünf Starts in der DDR-Rundfahrt war der 9. Platz 1980 sein bestes Resultat. Ende 1981 beendete er seine Laufbahn in der Leistungsklasse.

## Berufliches
Wehe absolvierte eine Ausbildung zum Elektromonteur.